# Richard Čemus

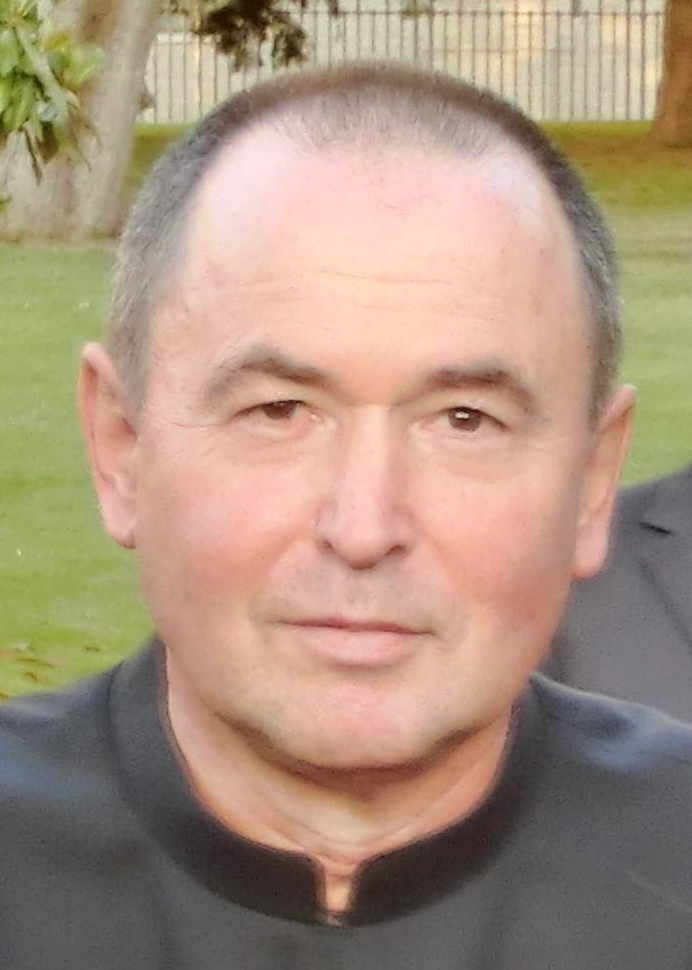

Richard Václav Čemus SJ (* 2. September 1954 in Prag) ist ein tschechischer römisch-katholischer Priester und Theologe.

## Leben
Seine Familie wurde vom kommunistischen Regime aufgrund religiöser Praktiken verfolgt. Wegen dieser Verfolgung verbrachte sein Vater 7 Jahre im Gefängnis. 1970 wanderte seine Familie nach Deutschland aus. Er begann das Gymnasium in Berlin und endete in Fürstenfeldbruck. Von 1975 bis 1981 studierte er Theologie und Philosophie; zuerst in Freiburg im Breisgau und später in Salzburg. Später studierte er auch russisches religiöses Denken an der Päpstlichen Lateranuniversität in Rom.
1983 trat Čemus der Gesellschaft Jesu bei. Er machte sein Noviziat in Genua. Er schloss seine Doktorarbeit unter der Aufsicht von Tomáš Špidlík ab. Die Arbeit konzentrierte sich auf russische Spiritualität und Gebet. Derzeit lehrt er am Pontificio Istituto Orientale in Rom die Spiritualität des christlichen Ostens, das östliche Mönchtum und die russische Spiritualität.

## Schriften (Auswahl)
- Ježíšova modlitba – modlitba srdce. Velehrad 1996, ISBN 8090195768.
- Ignatij Brjančaninov. Sulle tracce della Filocalia. Pagine sulla preghirea esicasta. Mailand 2006, OCLC 799483448.